# Chiostri di Santa Chiara
     Chiostro maiolicato
     Chiostro di San Francesco
     Chiostro dei Frati Minori
     Chiostro di Servizio

Pianta del Monastero:
Chiostro maiolicato
Chiostro di San Francesco
Chiostro dei Frati Minori
Chiostro di Servizio

I chiostri di Santa Chiara sono quattro chiostri monumentali di Napoli appartenenti al complesso monastico di Santa Chiara. 
Nel corso del tempo, con la trasformazione del refettorio dei Frati Minori in chiesa delle Clarisse, due dei quattro chiostri sono entrati a far parte dello spazio destinato a quest'ultima chiesa. 
I chiostri appartenenti al complesso di Santa Chiara sono:
- il chiostro maiolicato (o delle Clarisse);
- il chiostro di San Francesco.

I chiostri appartenenti alla chiesa delle Clarisse sono:
- chiostro dei Frati Minori;
- chiostro di Servizio.

## Storia e descrizione
Il chiostro maiolicato, o delle Clarisse, è opera del 1739 di Domenico Antonio Vaccaro quando si avviò un radicale cambiamento artistico che riguardò tutto il complesso monastico. È scampato ai bombardamenti di Napoli della seconda guerra mondiale.
Il piccolo chiostro di San Francesco è posto alle spalle del refettorio e del coro delle monache del monastero. Esso ha subito numerosi rimaneggiamenti nel corso del tempo, tra cui l'ultimo post bellico che gli ha dato l'aspetto attuale. Unici elementi superstiti della composizione originaria sono le colonne che compongono le arcate, risalenti per l'appunto agli anni di edificazione del complesso religioso.
Il chiostro dei Frati Minori seppur per dimensioni è il secondo del monastero, è rimasto superstite agli ammodernamenti settecenteschi che hanno invece interessato il vicino chiostro maiolicato. I religiosi, essendo infatti in ridotto numero rispetto al vicino ordine femminile delle clarisse e non essendo ricchi quanto queste ultime, non investirono alcun denaro in restauri o rimaneggiamenti, lasciando la struttura invariata, identica a come la si conosce oggi.
Il più antico dei quattro chiostri tuttavia risulta essere quello di Servizio che seppur frammentato, è risalente infatti al XIV secolo.